# Trichocentrum cavendishianum
Trichocentrum cavendishianum là một loài lan được tìm thấy ở México to Central America.

## Hình ảnh

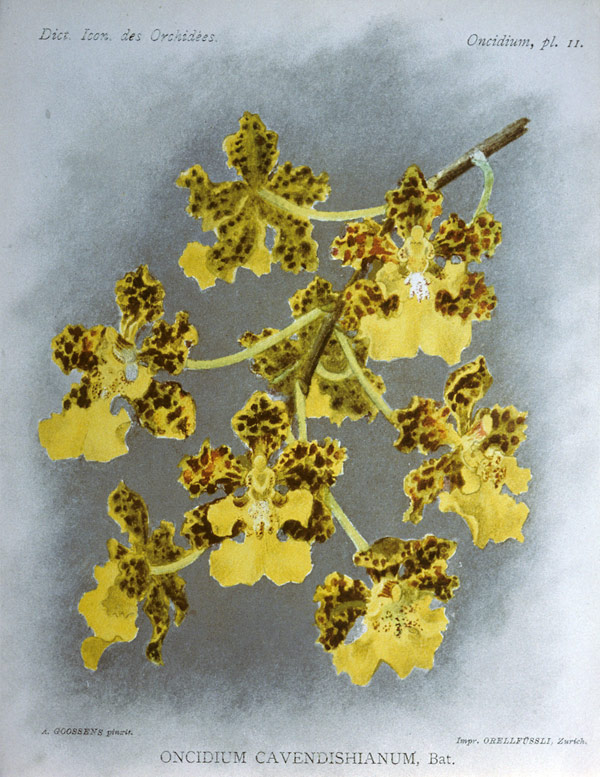
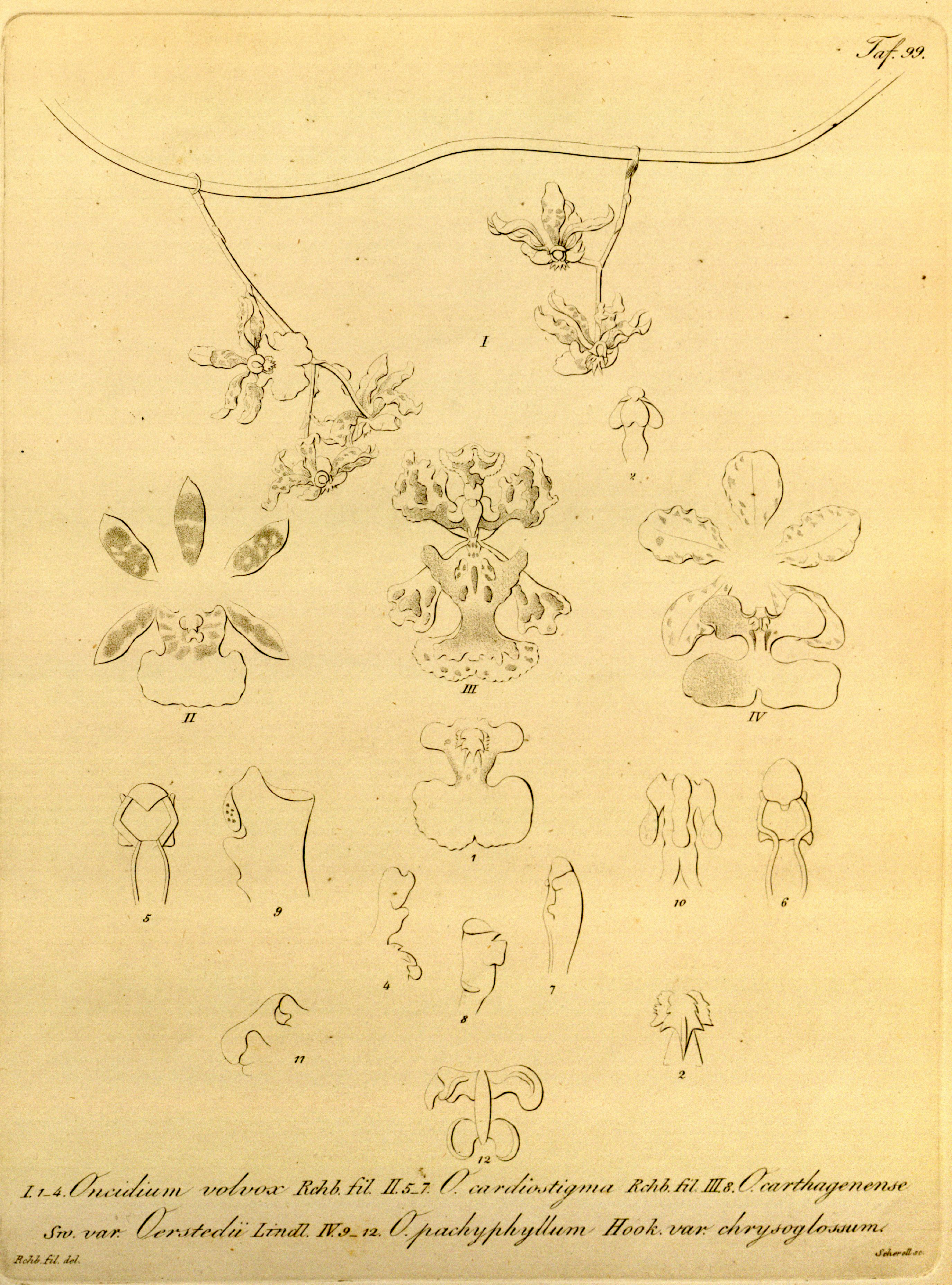
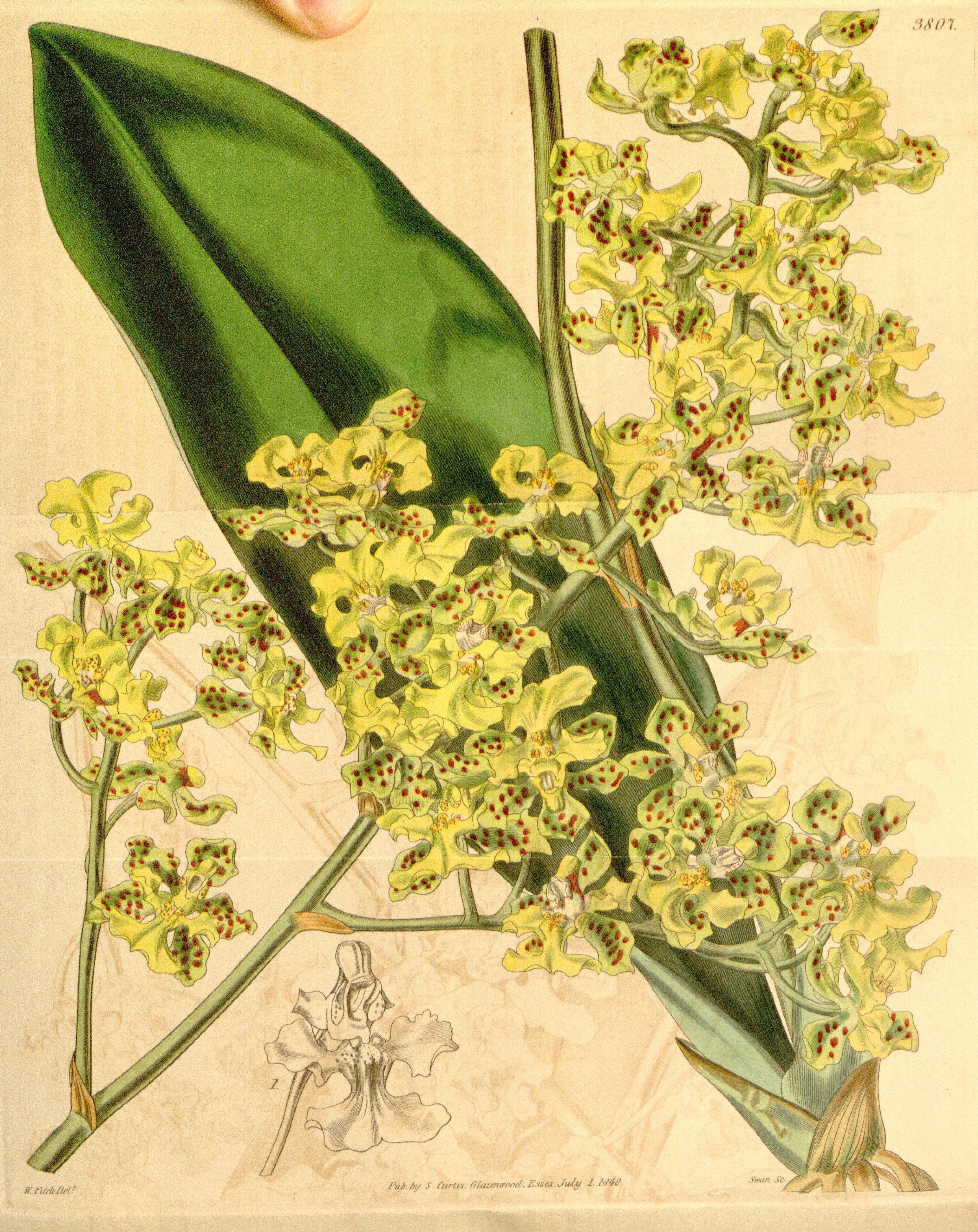
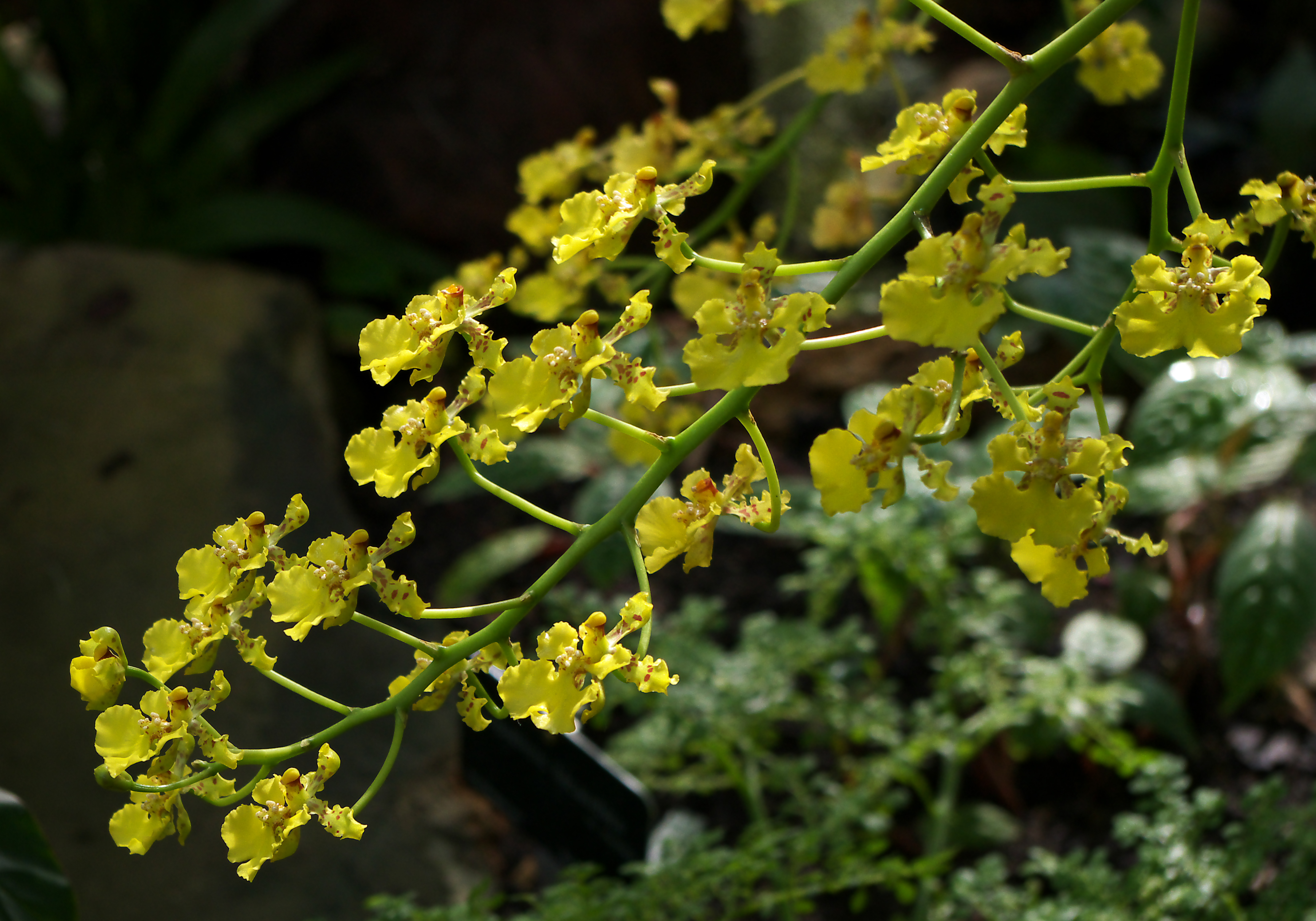